# Delta Ophiuchi
Delta Ophiuchi (Yed Prior, Yad, Jed Prior, 1 Ophiuchi) é uma estrela na direção da constelação de Ophiuchus. Possui uma ascensão reta de 16h 14m 20.77s e uma declinação de −03° 41′ 38.3″. Sua magnitude aparente é igual a 2.73. Considerando sua distância de 170 anos-luz em relação à Terra, sua magnitude absoluta é igual a −0.86. Pertence à classe espectral M1III.